# 공손독
공손 독(公孫犢, ? ~ ?)은 중국 후한 말의 무장이다.

## 생애
원소(袁紹)를 섬겼다.
곽조(郭祖) 등 수십 명과 함께 원소에게 중랑장(中郞將)에 임명되었으며, 태산(泰山)을 거점으로 하여 약탈을 일삼아 백성들을 괴롭혔다.
이에 조조(曹操)의 부하 여건(呂虔)은 기병을 이끌고 군으로 와 은혜와 믿음을 베풀었고, 공손독 등은 그에게 귀부하였다.